# Gmina miejska Barajevo
Gmina miejska Barajevo (serb. Gradska opština Barajevo / Градска општина Барајево) – gmina miejska w Serbii, w mieście Belgrad. W 2018 roku liczyła 26 855 mieszkańców.